# Alexandra Dulgheru
Alexandra Dulgheru (Bucareste, 30 de Maio de 1989) é uma tenista profissional romena.
Em 2011 ela alcançou a 26° posição na WTA em simples.

## WTA finais

### Simples: 3 (2 títulos, 1 vice)
| Campeã – Legenda (pre/pós 2010)              |
| -------------------------------------------- |
| Grand Slam (0–0)                             |
| WTA Tour (0–0)                               |
| Tier I / Premier Mandatory & Premier 5 (0–0) |
| Tier II / Premier (2–0)                      |
| Tier III, IV & V / International (0–1)       |

| Títulos por Piso |
| ---------------- |
| Duro (0–1)       |
| Grama (0–0)      |
| Saibro (2–0)     |
| Carpete (0–0)    |

| Posição | N. | Data         | Torneio                                   | Piso   | Oponente           | Placar             |
| ------- | -- | ------------ | ----------------------------------------- | ------ | ------------------ | ------------------ |
| Campeã  | 1. | 23 Maio 2009 | Warsaw Open, Varsóvia, Polônia            | Saibro | Alona Bondarenko   | 7–6(7–3), 3–6, 6–0 |
| Campeã  | 2. | 22 Maio 2010 | Warsaw Open, Varsóvia, Polônia (2)        | Saibro | Zheng Jie          | 6–3, 6–4           |
| Vice    | 1. | 8 Março 2015 | BMW Malaysian Open, Kuala Lumpur, Malásia | Duro   | Caroline Wozniacki | 6–4, 2–6, 1–6      |

### Duplas: 2 (2 vices)
| Campeã – Legenda (pre/pós 2010)              |
| -------------------------------------------- |
| Grand Slam (0–0)                             |
| WTA Tour (0–0)                               |
| Tier I / Premier Mandatory & Premier 5 (0–0) |
| Tier II / Premier (0–0)                      |
| Tier III, IV & V / International (0–2)       |

| Títulos por Piso |
| ---------------- |
| Duro (0–1)       |
| Grama (0–0)      |
| Saibro (0–1)     |
| Carpete (0–0)    |

| Posição | N. | Data            | Torneio                                | Piso   | Parceira             | Oponente                                 | Placar   |
| ------- | -- | --------------- | -------------------------------------- | ------ | -------------------- | ---------------------------------------- | -------- |
| Vice    | 1. | 25 Outubro 2010 | Tashkent Open, Tashkent, Uzbequistão   | Duro   | Magdaléna Rybáriková | Alexandra Panova Tatiana Poutchek        | 3–6, 4–6 |
| Vice    | 2. | 21 Julho 2013   | Collector Swedish Open, Båstad, Suécia | Saibro | Flavia Pennetta      | Anabel Medina Garrigues Klára Zakopalová | 1–6, 4–6 |

## Ligações Externas
- Perfil na WTA